# Chamisso (Adelsgeschlecht)
Chamisso ist der Name eines alten, aus Lothringen stammenden Adelsgeschlechts. Das Geschlecht wurde früher Chamizzot, auch Chamissot, geschrieben, bis im Jahr 1789 die heutige Schreibweise angenommen wurde. Der bedeutendste Namensträger ist der Schriftsteller Adelbert von Chamisso.